# Washington Olivetto
Washington Olivetto (São Paulo, 29 de setembro de 1951 – Rio de Janeiro, 13 de outubro de 2024) foi um publicitário brasileiro, responsável por algumas das campanhas mais importantes da propaganda nacional. Único publicitário não anglo-saxão no Hall of Fame do The One Club de New York e no Lifetime Achievement, do Clio Awards.

## Biografia
Descendente de italianos da região da Ligúria, nasceu no bairro da Lapa, na cidade de São Paulo. Tinha três filhos: Homero e dois gêmeos, Antônia e Theo. Seu pai era vendedor e o inspirou para a carreira de publicitário.
Olivetto é um dos torcedores símbolo do clube esportivo Corinthians tendo sido, em 1981, um dos criadores do movimento que ficou conhecido como Democracia Corintiana, quando era vice-presidente do clube.
Em 2013, a escola de samba Gaviões da Fiel o homenageou em seu desfile de Carnaval, cujo tema foi a história da publicidade brasileira.
Durante a pandemia, em 2021, ano em que completou 70 anos, Olivetto decidiu mergulhar no universo digital e lançou seu podcast, o W/Cast, em parceria com a HUB Mídia. Era colunista do jornal O Globo e da rádio CBN.

## Carreira
Cursou a faculdade de publicidade pela Fundação Armando Álvares Penteado (FAAP), mas não concluiu o curso.
Iniciou sua carreira profissional em 1969, aos dezoito anos, como redator em uma agência de publicidade, na qual foi procurar vaga como estagiário, ao ter o pneu de seu carro furado em frente à empresa. Depois de três meses já havia produzido seu primeiro comercial para a empresa Deca, que conquistou o prêmio Leão de Bronze no Festival de Publicidade de Cannes. No ano seguinte foi trabalhar na DPZ (uma agencia de publicidade brasileira)onde, em 1974, ganharia o primeiro prêmio Leão de Ouro da publicidade nacional no Festival de Publicidade de Cannes, com o filme Homem com mais de quarenta|1| anos. Na mesma agência, faria dupla de criação com o diretor de arte Francesc Petit, com quem realizou inúmeros trabalhos premiados. A dupla ainda foi responsável pela criação do garoto-propaganda da Bombril, com o ator Carlos Moreno, que acabou nas páginas do Guinness Book como o garoto-propaganda de maior tempo de permanência no ar, alcançando na época o décimo sexto ano de execução e mais de 340 filmes. A parceria entre Olivetto e a Bombril terminaria em 2013, depois de mais de trinta anos.

## W/Brasil e WMcCann
Saiu da DPZ para associar-se à agência de publicidade suíça GGK (tornando-se W/GGK), em 1986. Com os sócios Gabriel Zellmeister e Javier Llussá Ciuret, passariam a ter o controle total da agência e passaria a ser chamada de W/Brasil. Posteriormente, teria filiais nos Estados Unidos (W/USA), Portugal (W/Portugal) e Espanha (Alta Definición & Washington Olivetto, ou W/Espanha). A W/Brasil se tornaria uma das agências mais premiadas do mundo, com quase mil prêmios, entre Leões no Festival de Cannes, Clio Awards, CCSP e outros. Ganhou mais de 50 leões de Cannes (entre ouro, prata e bronze na categoria FIlme). Na W/Brasil, foi responsável pela criação de vários comerciais memoráveis, entre eles os filmes para a fabricante de sapatos Vulcabras, o cachorro da Cofap, o casal Unibanco, entre outros. Os filmes Hitler (1989), para a Folha de S.Paulo, e do Primeiro Sutiã (1987), para a Valisère, são os únicos comerciais brasileiros a constarem na lista mundial dos 100 maiores comerciais de todos os tempos.
Em 2005, foi lançada a biografia da sua empresa, Na toca dos leões, escrita por Fernando Morais, que narra sobre a sua vida e o seu sequestro, no final de 2001.
Em maio de 2010 a W/ de Washington Olivetto se uniu a McCann, gerando a W/McCann, uma das 5 maiores agências do Brasil e a maior do Rio de Janeiro. No final de 2017, se mudou para Londres com a família e foi consultor criativo da McCann Europa, baseado na sede inglesa, até 2019.
Publicou seu sexto livro, Só os Patetas jantam mal na Disney, pela Editora Panda Books. É ainda autor de Corinthians, É Preto no Branco com seu amigo e jornalista Nirlando Beirão, Os piores textos de Washington Olivetto, Corinthians x Os Outros, O Primeiro a Gente Nunca Esquece e O que a vida me ensinou.

## Premiações
Olivetto ganhou mais de cinquenta Leões somente na categoria 'Filmes' no Festival de Publicidade de Cannes. Foi o único latino-americano a ganhar o prêmio Clio Awards em 2001, com um comercial de TV para a Revista Época. Foi considerado como o mais criativo publicitário dos últimos trinta anos na premiação Profissionais do Ano, organizada pela TV Globo. É considerado uma das 25 figuras-chave de publicidade do mundo pela revista britânica Media International. Foi eleito duas vezes o publicitário do século pela Associação Latino-Americana de Agências de Publicidade (ALAP) e pelo site de notícias sobre propaganda brasileira do Monitor Mercantil. Em 2009, entrou para o Hall da Fama do Festival Ibero-Americano de Publicidade(FIAP).
Em 2003, recebeu o título de Doutor Honoris Causa pelo Centro Universitário Belas Artes de São Paulo. Em abril de 2015, foi nomeado Professor Emérito pela Escola Superior de Propaganda e Marketing (ESPM).

## Sequestro
Em 2001, foi sequestrado em São Paulo por bandidos argentinos, colombianos e chilenos. Depois de 53 dias no cativeiro, foi resgatado com a ajuda de uma estudante de Medicina que suspeitou dos barulhos que vinham do quarto da casa ao lado da sua. Como a parede desse quarto fazia divisa com a sua casa, a estudante usou o estetoscópio para ouvir tudo e avisar a polícia.

## Morte
Olivetto morreu no domingo, dia 13 de outubro de 2024. Ele estava internado no Hospital Copa Star, no Rio de Janeiro, para tratar uma Infecção pulmonar. O óbito foi ocasionado por uma Pneumonia.